# Mistreț
Mistrețul (denumire științifică Sus scrofa) este un mamifer sălbatic omnivor, în general nocturn. Aria sa de răspândire cuprinde întreaga Europă, nordul Africii inclusiv Munții Atlas, mare parte din Asia, întinzându-se la sud până în Indonezia (harta alăturată este imprecisă, incluzând ca arie de răspândire și zonele ocupate de specii înrudite, cum ar fi pecariul). În România populează pădurile, începând cu Delta și Lunca Dunării, până în desișurile Carpaților. Este colorat negru - cafeniu. Scoate sunete foarte asemănătoare celor ale porcilor domestici. Colindă în turmă pădurile și culturile agricole de la marginea acestora. Produce stricăciuni în special în lanurile de porumb și cartofi. Scroafa fată 4-6 purcei, pe care hrănește cu lapte. Este vânat pentru trofeu și pentru carne. Poate ataca omul, de aceea întâlnirea cu aceste animale trebuie evitată.
Dentiția este adaptată modului de hrănire și e formată din incisivi, canini și măsele.
Trunchiul său este puternic, îndesat, turtit lateral, mai rotunjit la umeri și mai lat la șale. Râtul lung se termină cu un disc mobil, susținut de un os cu care poate săpa și pământul tare.
Mistrețul este un mamifer artiodactil de circa 1,5 m lungime, 1 m înălțime și 400 kg greutate, cu capul mare, caninii lungi și tăioși, păr aspru, de culoare sură-neagră. Trăiește în păduri. Este strămoșul porcului domestic.
În anul 2009, Europa se confrunta cu o creștere explozivă a numărului de mistreți, ca rezultat al încălzirii globale și al cultivării pe scară largă a porumbului și rapiței pentru biocombustibili.